# Convento das Mercedárias (Santiago de Compostela)
O Convento e Igreja das Madres Mercedárias ou Convento da Encarnação é um edifício histórico situado junto à parte antiga de Santiago de Compostela, Galiza, Espanha, extramuros, na Rua da Fonte de Santo António, junto à Porta de Mazarelos. Foi fundado em 1671, 1673 ou 1674, mas o aspeto atual deve-se a obras levadas a cabo no século XVIII.
O convento de freiras de clausura mercedárias foi fundado pelo arcebispo Antonio Girón, cujos túmulo se encontra na igreja. O edifício, da autoria do arquiteto galego Diego de Romai, foi construído em cantaria de granito e ergue-se sobre uma plataforma com a frente em silhar. É de planta retangular, onde se inclui a igreja, situada no centro da metade direita do conjunto.
A fachada neoclássica é simples e muito sóbria. Nas paredes lisas destacam-se as janelas com "orelheiras" nos quatro cantos e a cornija, com gárgulas e entablamento de mísulas com métopas. A horizontalidade é quebrada pelo fachada da igreja, com três corpos e flanqueada por duas pilastras coríntias de ordem colossal, e pelo campanário, datado do século XVIII. No corpo inferior encontra-se o pórtico, com três arcos de meio ponto suportado por impostas e pilastras. Os dois corpos superiores estão inscritos num grande arco cego que marca no exterior a abóbada de canhão da nave única do interior. Ainda na fachada destaca-se um relevo da Anunciação datado de 1674 e da autoria do escultor barroco, obra do escultor barroco galego Mateo de Prado (1614–1677). De cada um dos lados desta imagem há escudos arcebispais. No corpo superior há um frontão do qual pendem relevos de fiadas de frutas, flores e folhas.
A igreja é de planta em cruz latina, com uma só nave e uma cúpula enorme que cobre o centro do cruzeiro. No interior, há uma imagem de Nossa Senhora das Mercês da autoria de José Ferreiro que ainda hoje é objeto de grande veneração pelos paroquianos locais.